# Davoli
Davoli (tiếng Hy Lạp: Diavoloi) là một đô thị thuộc tỉnh Catanzaro, trong vùng Calabria phía nam nước Ý. Đô thị này có diện tích 25,7 km2, dân số cuối năm 2004 là 5324 người.